# Orental Bodden
Orental James Bodden Dilbert (Tela, Atlántida, Honduras, 24 de septiembre de 1995) es un futbolista hondureño. Juega de delantero y su actual equipo es el Vida de la Liga Nacional de Honduras.

## Trayectoria
Debutó profesionalmente el 15 de agosto de 2013, en la Jornada 2 del Torneo Apertura 2013, en el empate 0-0 llevado a cabo en la ciudad de Puerto Cortés, en contra del Platense. Durante el Torneo Clausura 2014, él y su equipo lograron llegar hasta la final de la mano del estratega uruguayo Manuel Keosseian, pero la perdieron frente a Olimpia.
El 2 de julio de 2015 se anunció su traspaso al Hapoel Tel Aviv de la Primera División de Israel. Sin embargo, terminó jugando en el Hapoel Acre Football Club por un reducido periodo de tiempo. Esa misma temporada regresó a Marathón.

## Selección nacional
Ha sido internacional con la Selección de fútbol de Honduras en categoría sub-20. El 30 de abril de 2015 se anunció que había sido convocado para disputar la Copa Mundial de Fútbol Sub-20 de 2015 en Nueva Zelanda.

### Participaciones en Copas del Mundo
| Mundial                     | Sede          | Resultado      | Partidos | Goles |
| --------------------------- | ------------- | -------------- | -------- | ----- |
| Copa Mundial Sub-20 de 2015 | Nueva Zelanda | Fase de Grupos | 2        | 0     |

## Clubes
| Club        | País     | Año             |
| ----------- | -------- | --------------- |
| Marathón    | Honduras | 2013 - 2015     |
| Hapoel Acre | Israel   | 2015            |
| Marathón    | Honduras | 2016            |
| Vida        | Honduras | 2016 - Presente |

## Vida privada
Su primo Ozzie Bodden también es futbolista profesional.